# ロイド・B・カールトン
ロイド・B・カールトン（Lloyd B. Carleton, 1872年 - 1933年8月8日）は、アメリカ合衆国の映画監督、脚本家、俳優、映画プロデューサーである。本名カールトン・B・リトル（Carleton B. Little）、L・B・カールトン（L. B. Carleton）、ロイド・カールトン（Lloyd Carleton）とも名乗った。

## 人物・来歴
1872年（明治5年）、生地不明、「カールトン・B・リトル」として生まれる。兄弟にのちに俳優となるジョン・T・カールトンがいる。
コロンビア大学に学んだのちに舞台俳優となる。1910年（明治43年）、バイオグラフ・カンパニーが製作したD・W・グリフィス監督の短篇映画 Simple Charity に出演する。同年、タンハウザー・フィルム・カンパニーに入社、フランク・ホール・クレイン主演の短篇映画 St. Elmo で映画監督としてデビューする。1912年（大正元年）、ルービン・マニュファクチャリング・カンパニー（ルービン・スタジオ）に移籍、短篇映画を量産する。1914年（大正3年）、ボックス・オフィス・アトラクションズ・カンパニー、翌1915年（大正4年）、セリグ・ポリスコープ・カンパニーに移籍、引き続き短篇映画を量産する。同年、 Sacred Tiger of Agra を最後に同社を去る。
1916年（大正5年）、ユニヴァーサル・フィルム・マニュファクチュアリング・カンパニー（現在のユニバーサル・ピクチャーズ）に移籍、同年に同社が設立した子会社・ブルーバード映画で、『恨の短剣』を監督、同作は日本でも公開された。同社の同様の子会社であるレッド・フェザー映画で監督した『離れ島』、『浮雲』等も日本で公開され、同じくレムリ映画等でも監督した。
1920年（大正9年）、自らの製作会社ロイド・カールトン・プロダクションズを設立、1925年（大正4年）までに6作を製作した。1927年（昭和2年）、『九秒五分の三』の脚本を書いたローイ・クレメンツの監督作に出演して以降は映画界を離れ、舞台に戻った。
1933年（昭和8年）8月8日、ニューヨーク州ニューヨーク市で死去した。満60-61歳没。

## フィルモグラフィ
特筆以外は監督である。
- Simple Charity : 監督D・W・グリフィス、1910年 - 出演Bailiff役
- St. Elmo : 1910年
- She's Done It Again : 1910年
- The Good for Nothing : 1912年
- Literature and Love : 1913年
- The Lost Note : 1913年
- For His Child's Sake : 1913年
- Diamond Cut Diamond : 1913年 - 監督・脚本
- The Veil of Sleep : 1913年
- Longing for a Mother : 1913年
- Margaret's Painting : 1913年
- The Angel of the Slums : 1913年
- The Wiles of Cupid : 1913年
- The Governor : 1913年
- The Special Officer : 1913年
- The Two Cowards : 1913年
- The Fiancee and the Fairy : 1913年
- Shadows : 1913年
- Through Fire to Fortune : 1914年
- Strength of Family Ties : 1914年
- A Leaf from the Past : 1914年
- Codes of Honor : 1914年
- His Brother's Blood : 1914年
- The Investment : 1914年
- The Ragged Earl : 1914年
- The Impostor : 1914年
- Michael Strogoff : 1914年 - 監督・出演Grand Duke of Siberia役
- The Walls of Jericho : 1914年 - 監督・脚本
- The Idler : 1914年
- The Girl I Left Behind Me : 1915年
- A Studio Escapade : 1915年
- Motherhood : 1915年
- The Girl with the Red Feather : 1915年
- The Jungle Lovers : 1915年
- In the Midst of African Wilds : 1915年
- The Flashlight : 1915年
- Their Sinful Influence : 1915年
- The White Light of Publicity : 1915年
- The Love of Loti San : 1915年
- The Golden Spurs : 1915年
- Sacred Tiger of Agra : 1915年
- 『恨の短剣』 The Yaqui : 1916年
- Two Men of Sandy Bar : 1916年 - 「L・B・カールトン」名義
- Doctor Neighbor : 1916年 - 「L・B・カールトン」名義
- Her Husband's Faith : 1916年
- Heartaches : 1916年 - 監督・脚本
- Two Mothers : 1916年
- Her Soul's Song : 1916年
- 『浮世』 The Way of the World : 1916年
- Number 16 Martin Street : 1916年 - 「L・B・カールトン」名義
- A Yoke of Gold : 1916年
- 『此の血潮』 The Unattainable : 1916年
- A Miracle of Love : 1916年
- Black Friday : 1916年
- The Human Gamble : 1916年
- 『離れ島』 Barriers of Society : 1916年
- 『浮雲』 The Devil's Bondwoman : 1916年
- The Morals of Hilda : 1916年
- The Amazing Woman : 監督ジョン・G・アドルフィ、1920年 - プロデューサー
- Mountain Madness : 1920年 - 「ロイド・カールトン」名義
- Beyond the Crossroads : 1922年 - 「ロイド・カールトン」名義
- 『漂泊える阿蘭陀人』 The Flying Dutchman : 1923年
- 『九秒五分の三』 Nine and Three-Fifths Seconds : 1925年
- The Young Sheriff : 1925年 - プロデューサー・監督
- The Man Who Rode Alone : 1925年
- The Mad Miner : 1925年
- Flash of a .45 : 1925年 - プロデューサー・監督
- Tongues of Scandal : 監督ローイ・クレメンツ、1927年 - 出演Mr. Plunkett役（「ロイド・カールトン」名義）

## 関連事項
- アメリカン・ミュートスコープ・アンド・バイオグラフ・カンパニー（en:American Mutoscope and Biograph Company）
- タンハウザー・カンパニー （en:Thanhouser Company）
- ルービン・スタジオ （en:Lubin Studios）
- セリグ・ポリスコープ・カンパニー （en:Selig Polyscope Company）

## 註
1. 1 2 3 4 5 6 7 8 9 10 11 12 13 14  Lloyd B. Carleton, Internet Movie Database （英語）, 2010年4月19日閲覧。
2. ↑  『ブルーバード映画の記録』 : 製作・著・発行山中十志雄・塚田嘉信、1984年4月、p.60-63.
3. ↑  Lloyd Carleton Productions - IMDb（英語）, 2010年4月19日閲覧。